# Ween
A Ween (ejtsd: vín) amerikai rockegyüttes. Comedy rockot (humoros jellegű rockot), experimental illetve alternatív rockot játszanak, de egyes források szerint a lo-fi műfajban is aktívak. A zenekar 1984-ben alakult meg a pennsylvaniai New Hope-ban.
A "Ween" nevet a tagok az angol "wuss" (gyáva) és "penis" (hímvessző) szavak keresztezésével alkották, illetve a két alapító tag is ezt a nevet vette fel. Dean Ween eredeti neve ugyanis Michael Melchiondo, Gene Ween pedig Aaron Freeman névvel jött a világra.
Karrierjük alatt kilenc nagylemezt jelentettek meg. Az együttes dalaira nagy mértékben jellemző a humor. Az USA-ban kultikus együttesnek számítanak.
Egyszer már feloszlottak az évek alatt, 2012-ben. 2015 óta azonban megint együtt vannak.

## Tagok
- Dean Ween – gitár, éneklés
- Gene Ween – gitár, éneklés
- Dave Dreiwitz – basszusgitár
- Claude Coleman Jr. – dobfelszerelés
- Glenn McCalland – billentyűs hangszerek

## Korábbi tagok
- Andrew Weiss – producer (1989–2007), basszusgitár, további hangszerek (1989–1997)

## Diszkográfia
- GodWeenSatan: The Oneness (1990)
- The Pod (1991)
- Pure Guava (1992)
- Chocolate and Cheese (1994)
- 12 Golden Country Greats (1996)
- The Mollusk (1997)
- White Pepper (2000)
- Quebec (2003)
- La Cucaracha (2007)